# Sternoptychinae
Sous-famille
Les Sternoptychinae (encore appelés "hatchetfishes", "poisson hache") sont une sous-famille de poissons de la famille des Sternoptychidae. Ils possèdent un organe bioluminescent leur permettant d'attirer leurs proies.

## Liste des genres
- Argyropelecus Cocco, 1829
- Polyipnus Günther, 1887
- Sternoptyx Hermann, 1781